# PTT SK
PTT SK är en sportklubb från Ankara, Turkiet, grundad 14 januari 2010. Klubben har aktivitet i friidrott och volleyboll (damer). Volleybollaget spelar i Sultanlar Ligi.